# Jean Tolvast
Jean Tolvast, de son vrai nom Auguste Toullec, est un écrivain français en langue normande né le 4 février 1870 à Cherbourg, où il est mort le 3 décembre 1945.
Il est notamment l'auteur des Chroniques normandes (1934 et 1941), et écrivait dans Le Réveil cherbourgeois et Le Journal de Valognes.
Il signait à ses débuts Le Tourgneux, c'est-à-dire « le rôdeur » en normand.